# 拉萨罗·博雷利
拉萨罗·曼努埃尔·博雷利·埃尔南德斯（西班牙語：Lázaro Manuel Borrell Hernández，1972年9月20日—），古巴前职业篮球运动员。